# Урюпін Валентин Тихонович
Валентин Тихонович Урюпін — російський кларнетист. Головний диригент та художній керівник камерного оркестру «Arpeggione» РФ.
Народився 11 грудня 1985 в місті Лозова Харківської області.
Лауреат 15 міжнародних конкурсів у Німеччині, Фінляндії, Італії, Чехії, Болгарії, Швейцарії, Китаї, Казахстані та Росії. Серед них:
- Міжнародний конкурс кларнетистів імені Круселля (I премія; Фінляндія, 2009),
- Другий Міжнародний конкурс кларнетистів в Пекіні (I премія і спеціальний приз за найкраще виконання твору китайського автора; 2009),
- Другий Міжнародний конкурс кларнетистів у Санкт-Петербурзі (I премія і спеціальний приз; 2008).

2007 року став лауреатом третьої премії конкурсу в Женеві — найстарішого і найпрестижнішого кларнетового змагання у світі.

## Освіта
1995—2004 — ЦМШ при Московській консерваторії (закінчив з відзнакою), клас проф. Є. А. Петрова (кларнет)
2004—2009 — МГК ім. Чайковського (закінчив з відзнакою), клас проф. Е. А. Петрова (кларнет)
2006—2007 — Державна консерваторія Узбекистану (стажування). клас проф. В. Б. Неймера (оперно-симфонічне диригування)
З 2008 — МГК ім. Чайковського, клас проф. Г. М. Рождественського (оперно-симфонічне диригування)
З 2009 — аспірантура МГК ім. Чайковського, клас проф. Е. А.петрова (кларнет)

## Кар'єра
- Харківський академічний молодіжний симфонічний оркестр — головний запрошений диригент;
- Камерний оркестр «ARPEGGIONE» (Москва) — засновник, художній керівник і диригент;
- Фонд М. Л. Ростроповича (Москва) — консультант і помічник Президента з музичним питань;
- Національний філармонічний оркестр Росії — диригент-стажист;
- Музичний фестиваль «ARPEGGIONE» (Москва) — художній керівник.